# 柴田宏明
柴田 宏明（しばた ひろあき、1973年8月4日 - ）は、日本の男性アニメプロデューサー。富山県出身。東映アニメーション所属。

## 人物・来歴
1992年に富山県立富山高等学校を卒業し、早稲田大学へ進学。1997年、東映アニメーションに入社。
『ONE PIECE』には開始当初から携わっており、1999年から2000年の間は製作進行を、2008年9月から2012年1月までの間と、2020年4月からは企画を担当している。劇場版作品にも企画、プロデューサーとして携わっており、『FILM STRONG WORLD』『FILM Z』『FILM RED』の3作品はそれまでのシリーズ最高興収記録を塗り替え、『FILM RED』はFILMシリーズおよび『ONE PIECE』の劇場版作品で初めて興行収入が100億円を突破している。
2013年2月から、朝日放送日曜朝8時30分枠のアニメをそれまで担当してきた梅澤淳稔に代わって担当になり、『ドキドキ!プリキュア』から『Go!プリンセスプリキュア』の途中まで2年と半年の間「プリキュアシリーズ」のプロデューサーを務める。
2015年6月より数年の間、人事交流の一環として東映株式会社のテレビ企画制作部へと異動になる。それ伴い「プリキュア」を7月を以って退き、それ以降は『手裏剣戦隊ニンニンジャー』のプロデューサーとしてはじめてアニメ以外の担当になる。

## 主な参加作品

### テレビアニメ
- ドクタースランプ（1997年-1999年、製作進行）
- ONE PIECE（1999年-2000年、製作進行・2008年-2012年、企画・2020年-、企画）
- も〜っと! おジャ魔女どれみ（2001年-2002年、プロデューサー補）
- おジャ魔女どれみドッカ〜ン!（2002年-2003年、プロデューサー補）
- デジモンフロンティア（2002年-2003年、プロデューサー補）
- 釣りバカ日誌（2002年-2003年、アシスタントプロデューサー）
- 怪 〜ayakashi〜（2006年、プロデューサー）
- デジモンセイバーズ（2006年-2007年、プロデューサー）
- モノノ怪（2007年、プロデューサー）
- ONE PIECE エピソードオブナミ 〜航海士の涙と仲間の絆〜（2012年、企画）
- ドキドキ!プリキュア（2013年-2014年、プロデューサー）[3]
- ハピネスチャージプリキュア!（2014年-2015年、プロデューサー）
- Go!プリンセスプリキュア（2015年、プロデューサー、神木優と連名、23話まで）

### 劇場アニメ
- 映画 も〜っと! おジャ魔女どれみ カエル石のひみつ（2001年、プロデューサー補）
- ONE PIECE THE MOVIE エピソードオブチョッパー+ 冬に咲く、奇跡の桜（2008年、企画）
- ONE PIECE FILM STRONG WORLD（2009年、企画）
- ONE PIECE 3D 麦わらチェイス（2011年、企画協力）
- ONE PIECE FILM Z（2012年、企画）
- 映画 ドキドキ!プリキュア マナ結婚!!?未来につなぐ希望のドレス（2013年、企画）
- 映画 ハピネスチャージプリキュア! 人形の国のバレリーナ（2014年、企画）
- ONE PIECE FILM RED（2022年、プロデューサー）

### 特撮テレビドラマ
- 手裏剣戦隊ニンニンジャー（2015年 プロデューサー）
- 動物戦隊ジュウオウジャー（2016年 プロデューサー、20話まで）

### OVA
- インタールード (2004年、プロデューサー)
- イリヤの空、UFOの夏 (2005年、プロデューサー)